# Hollandiahütte
De Hollandiahütte is een berghut van de Schweizer Alpen-Club (SAC) in het kanton Wallis, gelegen aan de oostkant van het Lötschental en 90 m boven en ten noordwesten van de Lötschenlücke op een voorgebergte van de Anugrat op een hoogte van 3.238 meter.

## Geschiedenis
Tussen 1905 en 1907 werd de eerste hut, die destijds naar de oprichter "Egon-von-Steiger-Hütte" werd genoemd, gebouwd met manuele transport- en bouwmethoden. Met de opening van de Jungfraubahn in 1912 nam het skitoerisme een onverwachte opleving. Er was een nieuw gebouw nodig, dat in 1931 door de Koninklijke Nederlandse Alpen Vereniging KNAV werd gesteund met een bijdrage van 25.000 Zwitserse frank. Daarom werd de nieuwe accommodatie de "Hollandiahütte" genoemd.
In 1962 werd deze hut uitgebreid met 15 bedden. De stormachtige toeristische groei van de jaren 1960 bracht de sectie Bern van de SAC ertoe een uitbreiding met 100 bedden te plannen. Het werd ingehuldigd in mei 1971. Slechts twintig jaar later, in 1991 was het nodig om delen van de hut te renoveren en opnieuw op te bouwen. En omdat de in 2001 geïnstalleerde TC-composteerinstallatie niet naar tevredenheid werkte, was in 2006 een verdere renovatie noodzakelijk. De aantasting van het oude houten plafond boven de kelder met huisrot was de aanleiding voor de volgende renovatie, in 2013 werden de installatie van nieuwe watertanks, de creatie van een nieuwe huttenwachterskamer, de verbouwing van de keuken en de vermindering tot 70 slaapplaatsen gerealiseerd.

## Bereikbaarheid
De berghut is bereikbaar vanuit het Lötschental langs de Fafleralp over de Langgletsjer (6 uur) of vanaf Jungfraujoch via de Konkordiaplatz (6 uur).

### Andere hutten
- naar het oosten over de Konkordiaplatz naar de Konkordiahütte
- in het oosten over de Konkordiaplatz en de Grünhornlücke naar de Finsteraarhornhütte
- in het westen over de Langgletsjer naar de Anenhütte

### Bergbeklimmingen
- Äbeni Flue, 3962 m boven zeeniveau
- Mittaghorn, 3880 m boven zeeniveau
- Aletschhorn, 4194 m boven zeeniveau
- Sattelhorn, 3745 m boven zeeniveau
- Gletscherhorn, 3983 m boven zeeniveau
- Anuchnubel, 3591 m boven zeeniveau

## Aanbod
De berghut, die geopend is van midden juni tot eind september en van begin maart tot eind mei voor skitoeren, is voorzien van 72 bedden verdeeld over 6 kamers, met dekbedden. Gasten moeten een eigen zijden slaapzak (hutvoering) en kussensloop meebrengen. De winterkamer, eveneens met bedden, dekbedden en dekens, is geschikt voor 12 personen.
Een overnachting met avondeten bestaande uit soep, hoofdgerecht en dessert, ontbijt (brood, boter, jam, honing, chocolade-notenpasta, kaas, salami/gehaktbrood/Lyon en muesli, cornflakes, warme pap, koffie, thee en melk) en een liter mars-thee kost voor volwassenen die geen lid van de SAC zijn inclusief belastingen en de verblijfstaksen in 2024 net geen 91 Zwitserse frank. Daarboven kan een picknickpakket aangekocht worden, met een broodje, appel, chocolade en mueslirepen, of enkel een broodje, en kan men tevens overdag zich bedienen in een lunchkeuken met snacks, dagschotels en vers gebak. Zelfs biologische wijnen, eau de vie en bier van lokale Zwitserse leveranciers staan op de menukaart.
Water is slechts zeer beperkt beschikbaar. Er is geen elektriciteit of noodtelefoon beschikbaar voor gasten. De hut heeft evenwel ontvangst voor mobiele telefonie.